# Liam Cooper
Liam David Ian Cooper (Kingston upon Hull, 30 agosto 1991) è un calciatore inglese naturalizzato scozzese, difensore del CSKA Sofia e della nazionale scozzese.

## Caratteristiche tecniche
Ricopre il ruolo di difensore centrale.

## Statistiche

### Presenze e reti nei club
Statistiche aggiornate al 30 giugno 2024
| Stagione            | Squadra             | Campionato          | Campionato | Campionato | Coppe nazionali | Coppe nazionali | Coppe nazionali | Coppe continentali | Coppe continentali | Coppe continentali | Altre coppe | Altre coppe | Altre coppe | Totale | Totale |
| Stagione            | Squadra             | Comp                | Pres       | Reti       | Comp            | Pres            | Reti            | Comp               | Pres               | Reti               | Comp        | Pres        | Reti        | Pres   | Reti   |
| ------------------- | ------------------- | ------------------- | ---------- | ---------- | --------------- | --------------- | --------------- | ------------------ | ------------------ | ------------------ | ----------- | ----------- | ----------- | ------ | ------ |
| 2008-2009           | Hull City           | PL                  | 0          | 0          | CdL             | 1               | 0               | -                  | -                  | -                  | -           | -           | -           | 1      | 0      |
| 2009-2010           | Hull City           | PL                  | 2          | 0          | CdL             | 2               | 0               | -                  | -                  | -                  | -           | -           | -           | 4      | 0      |
| 2010-gen. 2011      | Hull City           | FLC                 | 2          | 0          | FACup+CdL       | 0+1             | 0               | -                  | -                  | -                  | -           | -           | -           | 3      | 0      |
| gen.-giu. 2011      | Carlisle Utd        | FL1                 | 6          | 1          | -               | -               | -               | -                  | -                  | -                  | FLT         | 1           | 0           | 7      | 1      |
| lug.-dic. 2011      | Huddersfield Town   | FL1                 | 4          | 0          | CdL             | 1               | 0               | -                  | -                  | -                  | FLT         | 2           | 0           | 7      | 0      |
| dic. 2011-giu. 2012 | Hull City           | FLC                 | 7          | 0          | FACup           | 2               | 0               | -                  | -                  | -                  | -           | -           | -           | 9      | 0      |
| Totale Hull City    | Totale Hull City    | Totale Hull City    | 11         | 0          |                 | 6               | 0               |                    | -                  | -                  |             | -           | -           | 17     | 0      |
| 2012-2013           | Chesterfield        | FL2                 | 29         | 2          | FACup           | 2               | 1               | -                  | -                  | -                  | -           | -           | -           | 31     | 3      |
| 2013-2014           | Chesterfield        | FL2                 | 41         | 3          | FACup+CdL       | 1+0             | 0               | -                  | -                  | -                  | FLT         | 6           | 0           | 48     | 3      |
| ago. 2014           | Chesterfield        | FL1                 | 1          | 0          | -               | -               | -               | -                  | -                  | -                  | -           | -           | -           | 1      | 0      |
| Totale Chesterfield | Totale Chesterfield | Totale Chesterfield | 71         | 5          |                 | 3               | 1               |                    | -                  | -                  |             | 6           | 0           | 80     | 6      |
| 2014-2015           | Leeds Utd           | FLC                 | 29         | 1          | FACup+CdL       | 1+1             | 0               | -                  | -                  | -                  | -           | -           | -           | 31     | 1      |
| 2015-2016           | Leeds Utd           | FLC                 | 39         | 1          | FACup+CdL       | 1+1             | 0               | -                  | -                  | -                  | -           | -           | -           | 41     | 1      |
| 2016-2017           | Leeds Utd           | FLC                 | 11         | 0          | FACup+CdL       | 2+5             | 0               | -                  | -                  | -                  | -           | -           | -           | 18     | 0      |
| 2017-2018           | Leeds Utd           | FLC                 | 30         | 1          | FACup+CdL       | 1+1             | 0               | -                  | -                  | -                  | -           | -           | -           | 32     | 1      |
| 2018-2019           | Leeds Utd           | FLC                 | 36+2       | 3          | FACup+CdL       | 0               | 0               | -                  | -                  | -                  | -           | -           | -           | 38     | 3      |
| 2019-2020           | Leeds Utd           | FLC                 | 38         | 2          | FACup+CdL       | 0               | 0               | -                  | -                  | -                  | -           | -           | -           | 38     | 2      |
| 2020-2021           | Leeds Utd           | PL                  | 25         | 1          | FACup+CdL       | 1+0             | 0               | -                  | -                  | -                  | -           | -           | -           | 26     | 1      |
| 2021-2022           | Leeds Utd           | PL                  | 21         | 0          | FACup+CdL       | 0+1             | 0               | -                  | -                  | -                  | -           | -           | -           | 22     | 0      |
| 2022-2023           | Leeds Utd           | PL                  | 18         | 1          | FACup+CdL       | 0+1             | 0               | -                  | -                  | -                  | -           | -           | -           | 19     | 1      |
| 2023-2024           | Leeds Utd           | FLC                 | 15+1       | 1+0        | FACup+CdL       | 3+0             | 0               | -                  | -                  | -                  | -           | -           | -           | 19     | 1      |
| Totale Leeds        | Totale Leeds        | Totale Leeds        | 262+3      | 11         |                 | 19              | 0               |                    | -                  | -                  |             | -           | -           | 284    | 11     |
| Totale carriera     | Totale carriera     | Totale carriera     | 356        | 17         |                 | 29              | 1               |                    | -                  | -                  |             | 9           | 0           | 394    | 18     |

### Cronologia presenze e reti in nazionale
| Cronologia completa delle presenze e delle reti in nazionale ― Scozia | Cronologia completa delle presenze e delle reti in nazionale ― Scozia | Cronologia completa delle presenze e delle reti in nazionale ― Scozia | Cronologia completa delle presenze e delle reti in nazionale ― Scozia | Cronologia completa delle presenze e delle reti in nazionale ― Scozia | Cronologia completa delle presenze e delle reti in nazionale ― Scozia | Cronologia completa delle presenze e delle reti in nazionale ― Scozia | Cronologia completa delle presenze e delle reti in nazionale ― Scozia |
| Data                                                                  | Città                                                                 | In casa                                                               | Risultato                                                             | Ospiti                                                                | Competizione                                                          | Reti                                                                  | Note                                                                  |
| --------------------------------------------------------------------- | --------------------------------------------------------------------- | --------------------------------------------------------------------- | --------------------------------------------------------------------- | --------------------------------------------------------------------- | --------------------------------------------------------------------- | --------------------------------------------------------------------- | --------------------------------------------------------------------- |
| 6-9-2019                                                              | Glasgow                                                               | Scozia                                                                | 1 – 2                                                                 | Russia                                                                | Qual. Euro 2020                                                       | -                                                                     |                                                                       |
| 9-9-2019                                                              | Glasgow                                                               | Scozia                                                                | 0 – 4                                                                 | Belgio                                                                | Qual. Euro 2020                                                       | -                                                                     |                                                                       |
| 7-9-2020                                                              | Olomouc                                                               | Rep. Ceca                                                             | 1 – 2                                                                 | Scozia                                                                | UEFA Nations League 2020-2021 - 1º turno                              | -                                                                     |                                                                       |
| 8-10-2020                                                             | Glasgow                                                               | Scozia                                                                | 0 – 0 dts (5 – 3 dtr)                                                 | Israele                                                               | Qual. Euro 2020                                                       | -                                                                     |                                                                       |
| 15-11-2020                                                            | Trnava                                                                | Slovacchia                                                            | 1 – 0                                                                 | Scozia                                                                | UEFA Nations League 2020-2021 - 1º turno                              | -                                                                     |                                                                       |
| 2-6-2021                                                              | Faro                                                                  | Paesi Bassi                                                           | 2 – 2                                                                 | Scozia                                                                | Amichevole                                                            | -                                                                     | 62’                                                                   |
| 14-6-2021                                                             | Glasgow                                                               | Scozia                                                                | 0 – 2                                                                 | Rep. Ceca                                                             | Euro 2020 - 1º turno                                                  | -                                                                     |                                                                       |
| 1-9-2021                                                              | Copenaghen                                                            | Danimarca                                                             | 2 – 0                                                                 | Scozia                                                                | Qual. Mondiali 2022                                                   | -                                                                     |                                                                       |
| 4-9-2021                                                              | Glasgow                                                               | Scozia                                                                | 1 – 0                                                                 | Moldavia                                                              | Qual. Mondiali 2022                                                   | -                                                                     | 73’                                                                   |
| 9-10-2021                                                             | Glasgow                                                               | Scozia                                                                | 3 – 2                                                                 | Israele                                                               | Qual. Mondiali 2022                                                   | -                                                                     | 90+5’                                                                 |
| 12-10-2021                                                            | Tórshavn                                                              | Fær Øer                                                               | 0 – 1                                                                 | Scozia                                                                | Qual. Mondiali 2022                                                   | -                                                                     | 89’                                                                   |
| 12-11-2021                                                            | Chișinău                                                              | Moldavia                                                              | 0 – 2                                                                 | Scozia                                                                | Qual. Mondiali 2022                                                   | -                                                                     |                                                                       |
| 15-11-2021                                                            | Glasgow                                                               | Scozia                                                                | 2 – 0                                                                 | Danimarca                                                             | Qual. Mondiali 2022                                                   | -                                                                     |                                                                       |
| 1-6-2022                                                              | Glasgow                                                               | Scozia                                                                | 1 – 3                                                                 | Ucraina                                                               | Qual. Mondiali 2022                                                   | -                                                                     | 68’                                                                   |
| 28-3-2023                                                             | Glasgow                                                               | Scozia                                                                | 2 – 0                                                                 | Spagna                                                                | Qual. Euro 2024                                                       | -                                                                     | 75’                                                                   |
| 17-6-2023                                                             | Oslo                                                                  | Norvegia                                                              | 1 – 2                                                                 | Scozia                                                                | Qual. Euro 2024                                                       | -                                                                     | 65’                                                                   |
| 17-10-2023                                                            | Villeneuve d'Ascq                                                     | Francia                                                               | 4 – 1                                                                 | Scozia                                                                | Amichevole                                                            | -                                                                     | 40’ 64’                                                               |
| 26-3-2024                                                             | Glasgow                                                               | Scozia                                                                | 0 – 1                                                                 | Irlanda del Nord                                                      | Amichevole                                                            | -                                                                     |                                                                       |
| 3-6-2024                                                              | Faro                                                                  | Gibilterra                                                            | 0 – 2                                                                 | Scozia                                                                | Amichevole                                                            | -                                                                     | 46’ 77’                                                               |
| Totale                                                                |                                                                       | Presenze                                                              | 19                                                                    |                                                                       | Reti                                                                  | 0                                                                     |                                                                       |

## Palmarès

### Club

#### Competizioni nazionali
- Campionato inglese di quarta divisione: 1

Chesterfield: 2013-2014
- Campionato inglese di seconda divisione: 1

Leeds United: 2019-2020